# The Destroyer (Led Zeppelin)
The Destroyer é uma gravação pirata da banda britânica de rock Led Zeppelin de sua performance no Richfield Coliseum, em Cleveland, Ohio em 27 de abril de 1977. A gravação da mesa de som venho do primeiro concerto de duas noites no local, que faziam parte da turnê norte-americana da banda em 1977. O álbum é intitulado simplesmente de Destroyer.
| Críticas profissionais | Críticas profissionais |
| Avaliações da crítica  | Avaliações da crítica  |
| Fonte                  | Avaliação              |
| ---------------------- | ---------------------- |
| Allmusic               | [ 2 ]                  |

As primeiras prensagens do vinil pirata incorretamente creditaram Seattle, Washington como o local do show. Uma edição limitada do conjunto de quatro LPs vinha com a legenda "gravado em 24 de junho 'LED ZEPPELIN DESTROYER' Um Caso Permanente e Exclusivo de Armazenamento do Zeppelin." O encarte agradecia a John Bonham por deixar os produtores piratas usarem a fita, e algumas músicas foram marcadas pela emenda aleatório para eles de segmentos de outras músicas. A qualidade de som excepcional durante a execução é descrita por algumas fontes como "quase perfeita". Foi a primeira, e por muitos anos a única, fita com gravação profissionalmente mixada a escapar da posse da banda.

## Alinhamento das faixas
1. "The Song Remains The Same" – (3:40) (desaparece em)
2. "The Rover"(Introdução)/"Sick Again" – (6:44)
3. "Nobody's Fault but Mine" – (6:29)
4. "In My Time of Dying/'You Shook Me" – (11:38)
5. "Since I've Been Loving You" – (8:23)
6. "No Quarter" – (19:46) (corte)
7. "Ten Years Gone" – (9:14)
8. "The Battle of Evermore" – (6:22)
9. "Going to California" – (5:48)
10. "Black Country Woman"
11. "Bron-Yr-Aur Stomp" – (5:11)
12. "White Summer"/"Black Mountain Side" (corte) *
13. "Kashmir" – (8:32)
14. "Out on the Tiles (intro) / a.k.a. "Moby Dick"
15. Solo de guitarra – (9:45) (corte)
  - "Solo de teremim"
  - "Star Spangled Banner"
  - Guitarra
  - "Solo de arco de violino"
  - "Efeitos de solo"
16. "Achilles Last Stand" – (9:40)
17. "Stairway to Heaven" – (10:10)
18. "Rock and Roll" – (3:26) (fades in)
19. "Trampled Under Foot"